# Lycosa bhatnagari
Lycosa bhatnagari är en spindelart som beskrevs av Sadana 1969. Lycosa bhatnagari ingår i släktet Lycosa och familjen vargspindlar. Inga underarter finns listade i Catalogue of Life.